# Тетанус
Тетанічне скорочення (також називається тетанізованим станом, правцем або фізіологічним правцем, останній для диференціації від захворювання під назвою правець) — це тривале скорочення м'язів, яке викликається, коли руховий нерв, який іннервує скелетний м'яз, випромінює потенціали дії з дуже високою швидкістю. У цьому стані рухова одиниця максимально стимулюється своїм мотонейроном і залишається такою протягом деякого часу. Це відбувається, коли рухова одиниця м'яза стимулюється кількома імпульсами з досить високою частотою. Кожен подразник викликає посмикування. Якщо подразники подаються досить повільно, напруга в м'язі послаблюється між послідовними посмикуваннями. Якщо стимули доставляються з високою частотою, посмикування будуть накладатися, що призведе до тетанічного скорочення. Тетанічне скорочення може бути або незавершеним (неповним), або злитим (повним). Незрощений правець — це коли м'язові волокна не повністю розслабляються перед наступним подразником, оскільки вони стимулюються з великою швидкістю; однак між посмикуваннями відбувається часткове розслаблення м'язових волокон. Зрощений правець — це коли немає розслаблення м'язових волокон між подразниками, і це відбувається під час високої швидкості стимуляції. Злите тетанічне скорочення є найсильнішим одиничним посмикуванням у скороченні. При тетанізації скорочувальна напруга в м'язі залишається постійною в стабільному стані. Це максимально можливе скорочення. Під час тетанічних скорочень м'язи можуть скорочуватися, подовжуватися або залишатися постійною довжиною.